# Río Ibáñez
Río Ibáñez är ett vattendrag i Chile.   Det ligger i regionen Región de Aisén, i den södra delen av landet, 1 400 km söder om huvudstaden Santiago de Chile.
Trakten runt Río Ibáñez består i huvudsak av gräsmarker. Trakten runt Río Ibáñez är nära nog obefolkad, med mindre än två invånare per kvadratkilometer.